# アオコンゴウインコ
アオコンゴウインコ (青金剛鸚哥、Cyanopsitta spixii) は、鳥綱インコ目ヨウム科アオコンゴウインコ属に分類される鳥類。本種のみでアオコンゴウインコ属を構成する。

## 分布
ブラジル（バイーア州北部）に分布していた

## 形態
全長55 - 57センチメートル。尾羽は長い。上面や翼は紫がかった青、頭部や下面は淡青灰色。
虹彩は淡黄褐色。顔には羽毛がなく、黒灰色の皮膚が裸出する。嘴の色彩は黒い。後肢の色彩は灰褐色。

## 生態
有刺植物や多肉植物の生えた半乾燥地帯（カーチンガ）にある、ノウゼンカズラ科からなる広葉樹林に生息する。
果実、種子を食べる。
繁殖様式は卵生。11月から翌3月に、樹洞に巣を作る。野生下では2 - 3個の卵を産んだ例がある。抱卵期間は約26日。雛は孵化してから2か月で巣立つ。

## 人々との関係
森林伐採による生息地の破壊、乱獲などにより生息数は減少した。水力発電用のダム建設、放牧による生息地の破壊、人為的に移入されたミツバチ類との競合による影響も示唆されている。1985年にバイーア北部のサン・フランシスコ川周辺で繁殖地が発見されたが、ほぼすべての個体が捕獲されてしまっている。1990年に生き残っていたオスが発見されたが、このオスはアカビタイヒメコンゴウインコPrimolius maracanaのメスとペアを形成していた。1995年にはこのオスと交配させる目的で飼育個体のメスが放鳥されたが行方不明となっており、おそらく送電線に衝突してしまったと考えられている。飼育下での繁殖には成功しているものの、こうした前例から飼育下繁殖個体を再導入することに対しての是非が問題視されている。このオスも2000年に目撃例がなくなったことから、野生下では絶滅したとされる。2016年に発見例があるが、飼育個体が籠脱けあるいは放鳥されたものと考えられている。1975年のワシントン条約発効時から、ワシントン条約附属書Iに掲載されている。1967年に、ブラジルでは法的に保護の対象とされている。